# Arura (jednotka)
Arura je jednotka obsahu používaná ve starověku.
Převodní vztahy:
- ve Starověkém Egyptě (za Ptolemaiovců) 1 arura = 2756 m²
- v antickém Řecku 1 arura = 2384 m²